# Harro Magnussen
Harro Magnussen (14 de mayo de 1861, Hamm - 3 de noviembre de 1908, Grunewald ) fue un escultor alemán. 

## Vida
Recibió sus primeras lecciones de dibujo, modelado y tallado en madera, de su padre el pintor Christian Carl Magnussen. En 1882, comenzó su aprendizaje formal en Múnich, con Nikolaos Gyzis, Gabriel von Hackl y Ludwig von Löfftz. A pesar de estar en Múnich, se sintió muy impresionado por las obras de la Berliner Bildhauerschule (Escuela de Escultura de Berlín) y fue allí en 1888, donde obtuvo un puesto en los estudios de Reinhold Begas, permaneciendo durante cinco años. En 1889, produjo un busto de Otto von Bismarck que vendió más de 1,000 copias en yeso y bronce en los siguientes diez años.

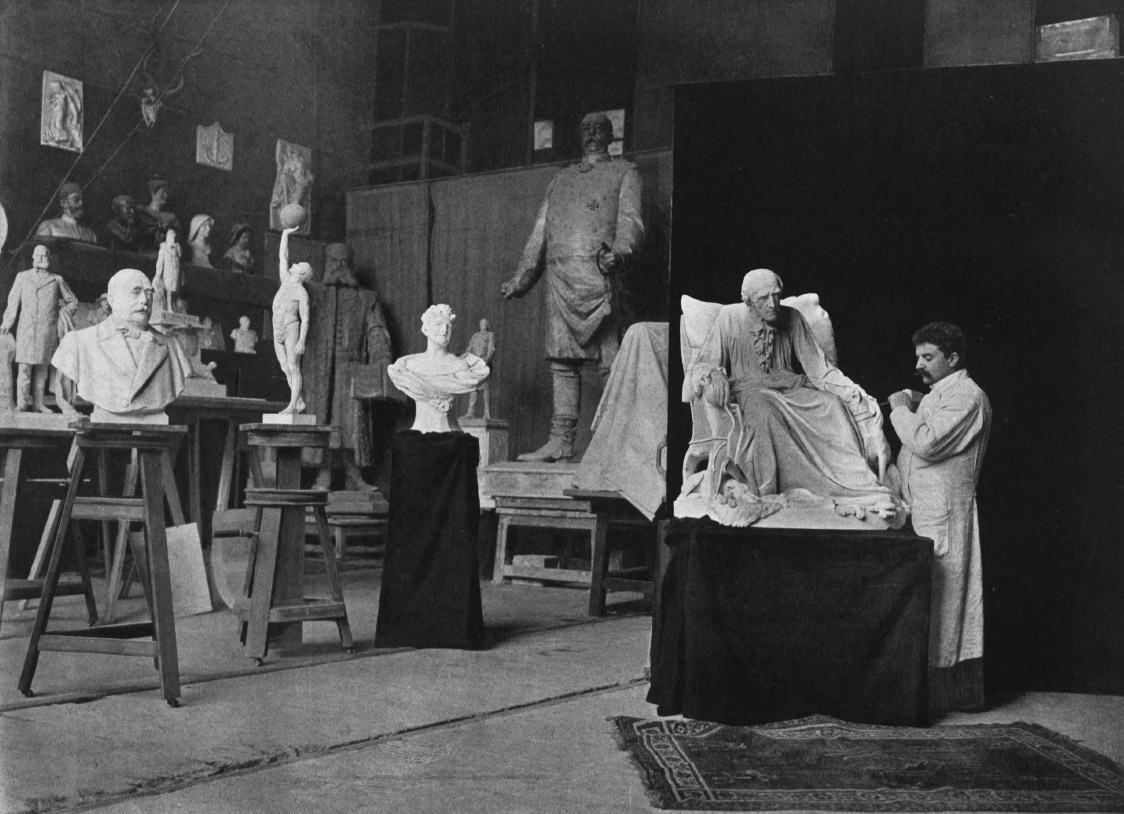
Magnussen en su estudio. (1898)

Se convirtió en escultor free-lance en 1893 y participó en varios concursos para contratos, pero con poco éxito.  En 1899, sus obras más pequeñas atrajeron la atención de Kaiser Guillermo II, quien le encargó que hiciera una figura del moribundo Federico el Grande. Esto finalmente lo llevó a la atención pública y se le otorgó una de las codiciadas comisiones por el ambicioso proyecto Siegesallee de Wilhelm. Su trabajo en ese proyecto le valió la Orden de la Corona, Clase IV. 
Se suicidó por asfixia con gas. Debido a la "evidencia sugestiva" (no especificada), su muerte fue investigada brevemente como un posible asesinato por estrangulación.

## Grandes obras seleccionadas
- 1898: Monumento para Johannes Honterus en la Biserica Neagră (Iglesia Negra) en Kronstadt (ahora Brașov )
- 1898: "Der Philosoph von Sanssouci in seinen letzten Stunden" (El filósofo de Sanssouci en sus últimas horas), en la cámara de la muerte de Federico el Grande, más tarde en el Palacio de Monbijou de Berlín; desaparecido desde la Segunda Guerra Mundial
- 1899: Estatua de Federico el Grande "im Alter seiner Thronbesteigung" (a la edad de la sucesión) para el White Hall en el Stadtschloss Berlin
- 1900: Monumento a María de Jever, en el Parque del Castillo, Jever.
- 1900: Siegesallee Group 20: Consta de Joaquín II, elector de Brandeburgo como figura central, flanqueado por las figuras de Jorge, Margrave de Brandenburg-Ansbach y Matias von Jagow. Todas las estatuas de la Siegesallee fueron dañadas durante la Segunda Guerra Mundial.  Joaquín Héctor perdió la cabeza.
- 1901/02: estatuas de mármol de Bismarck, Moltke y Roon para el Oberlausitzer Ruhmeshalle (Salón de la Fama) en Görlitz; desaparecido desde 1945.
- 1904: Monumento para Albrecht von Roon, Großer Stern, Berlín. Tiene un  pedestal nuevo.
- 1905: Estatua de Elector Joaquín II para el interior de la Berliner Dom.
- 1906: Estatua del Kaiser Guillermo I en Bonn; también ahora con un nuevo pedestal.

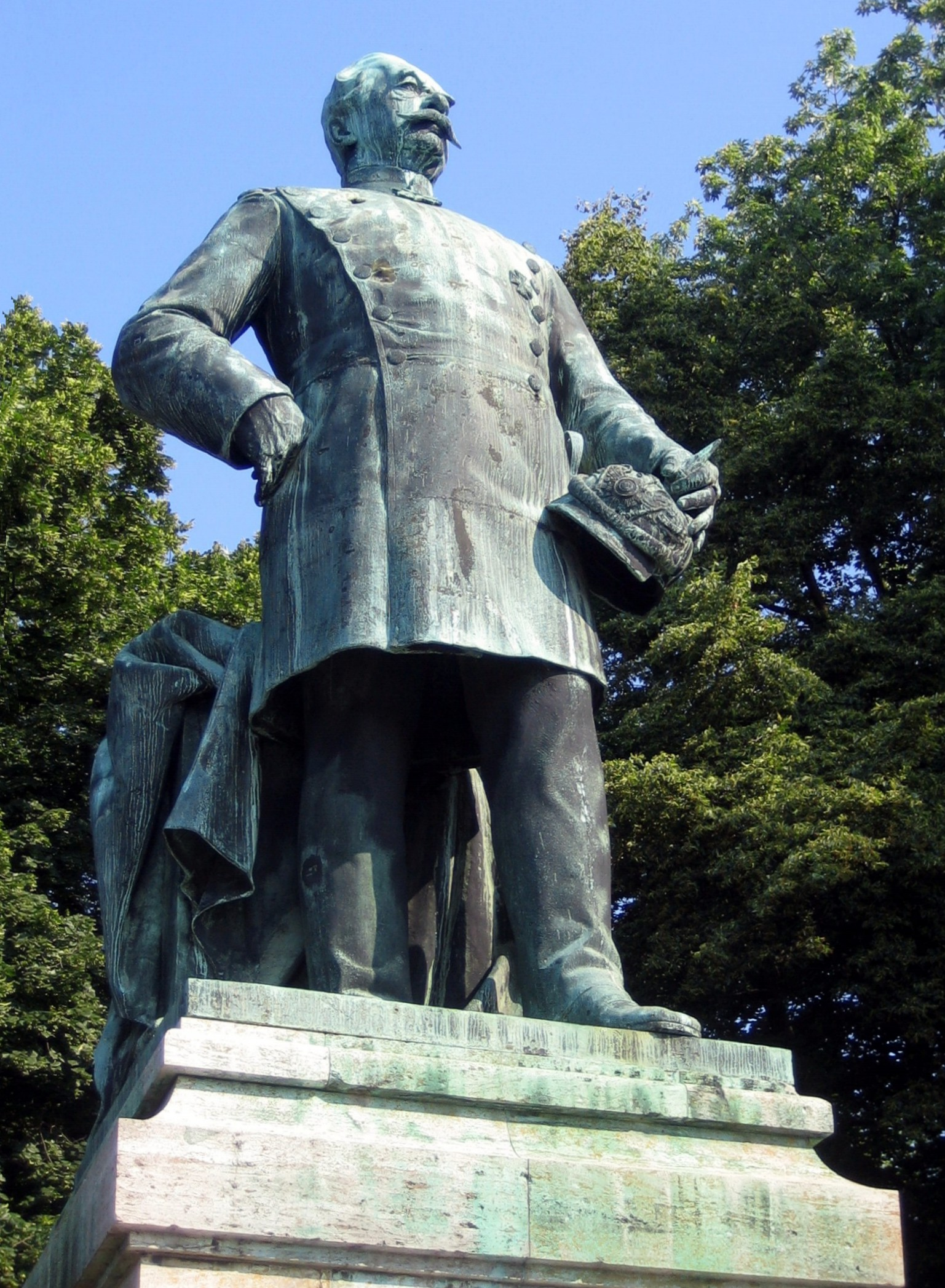
Albrecht von Roon
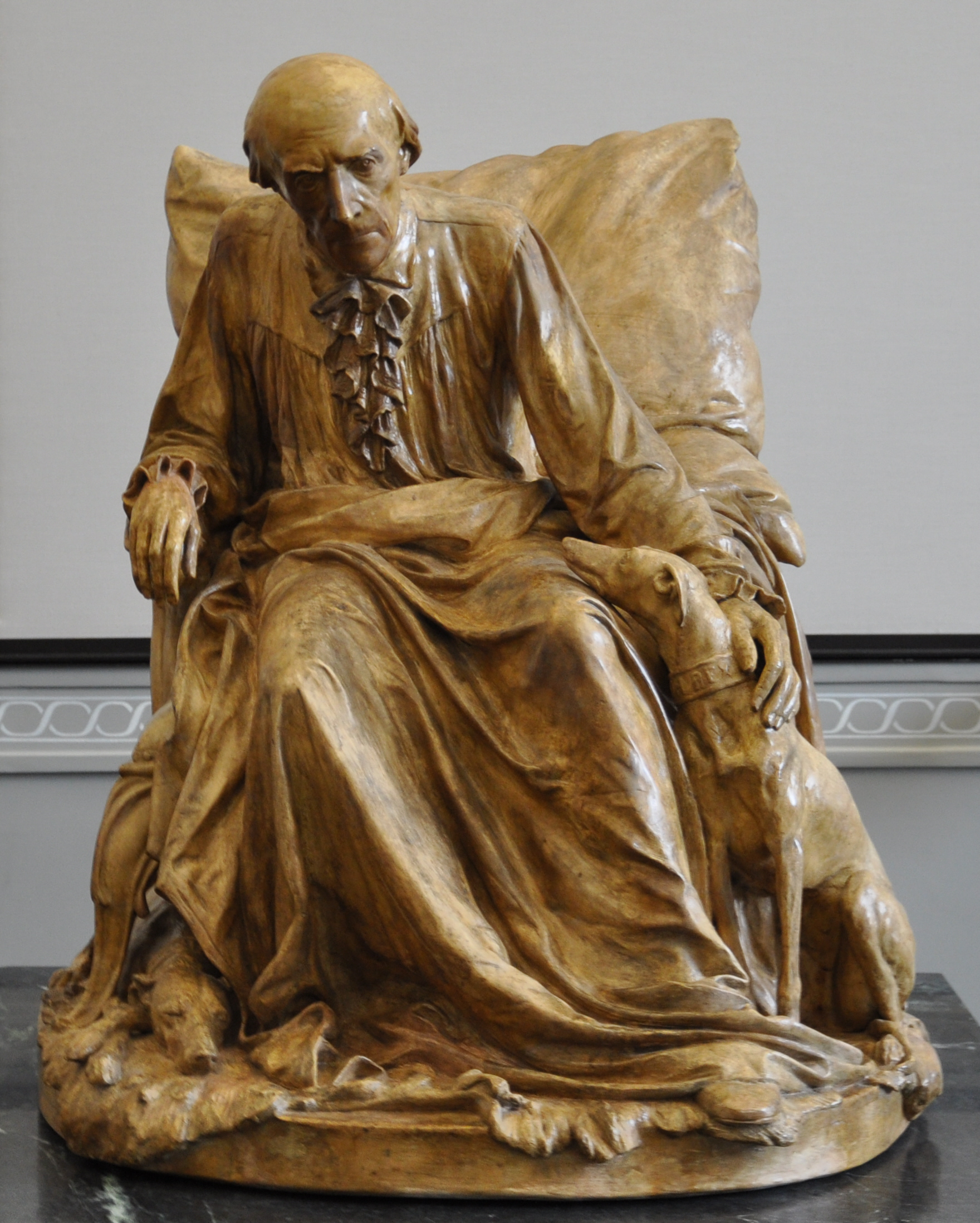
El filósofo de Sanssouci, (copia, hecha de yeso tintado)
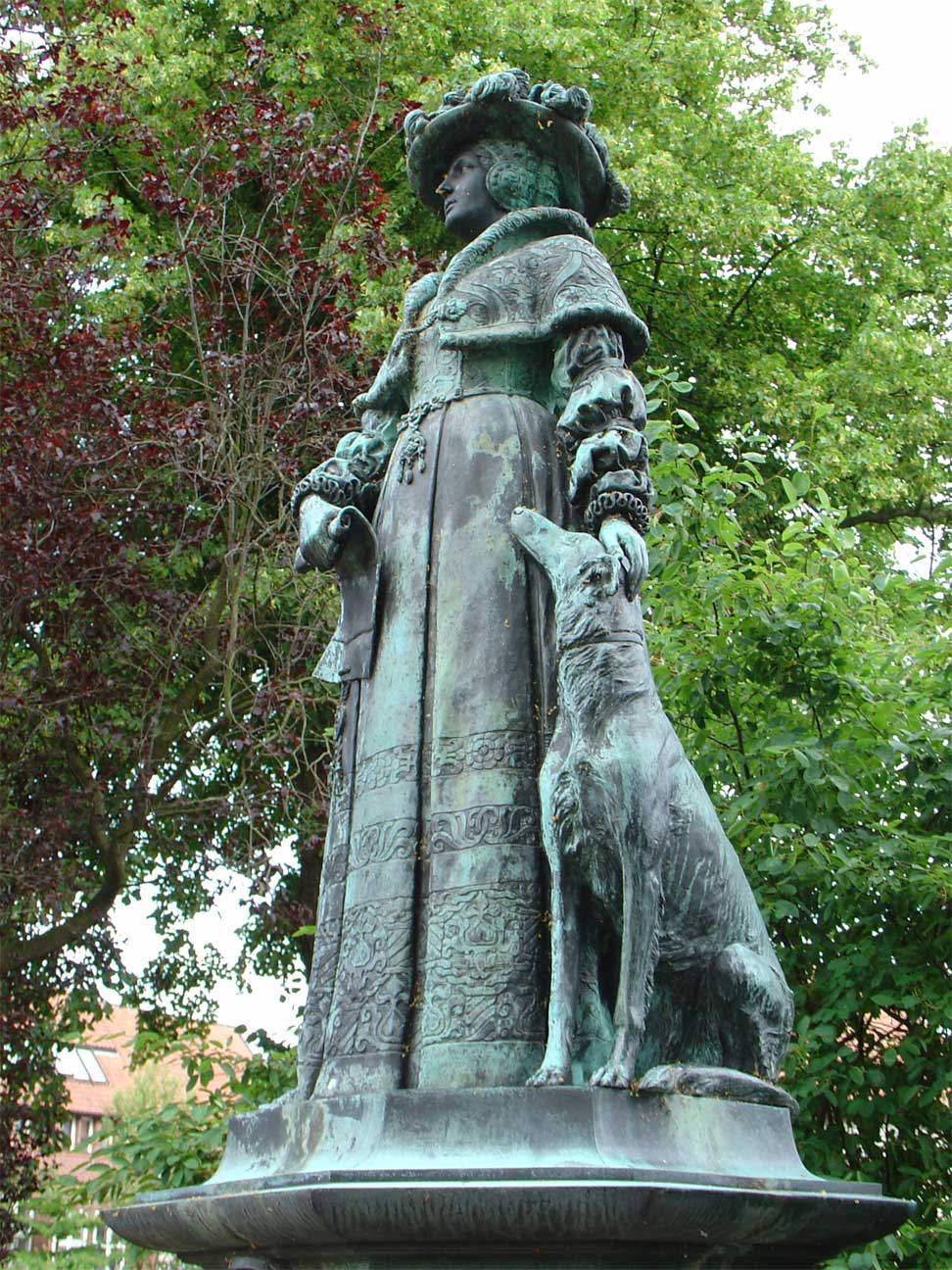
Maria de Jever
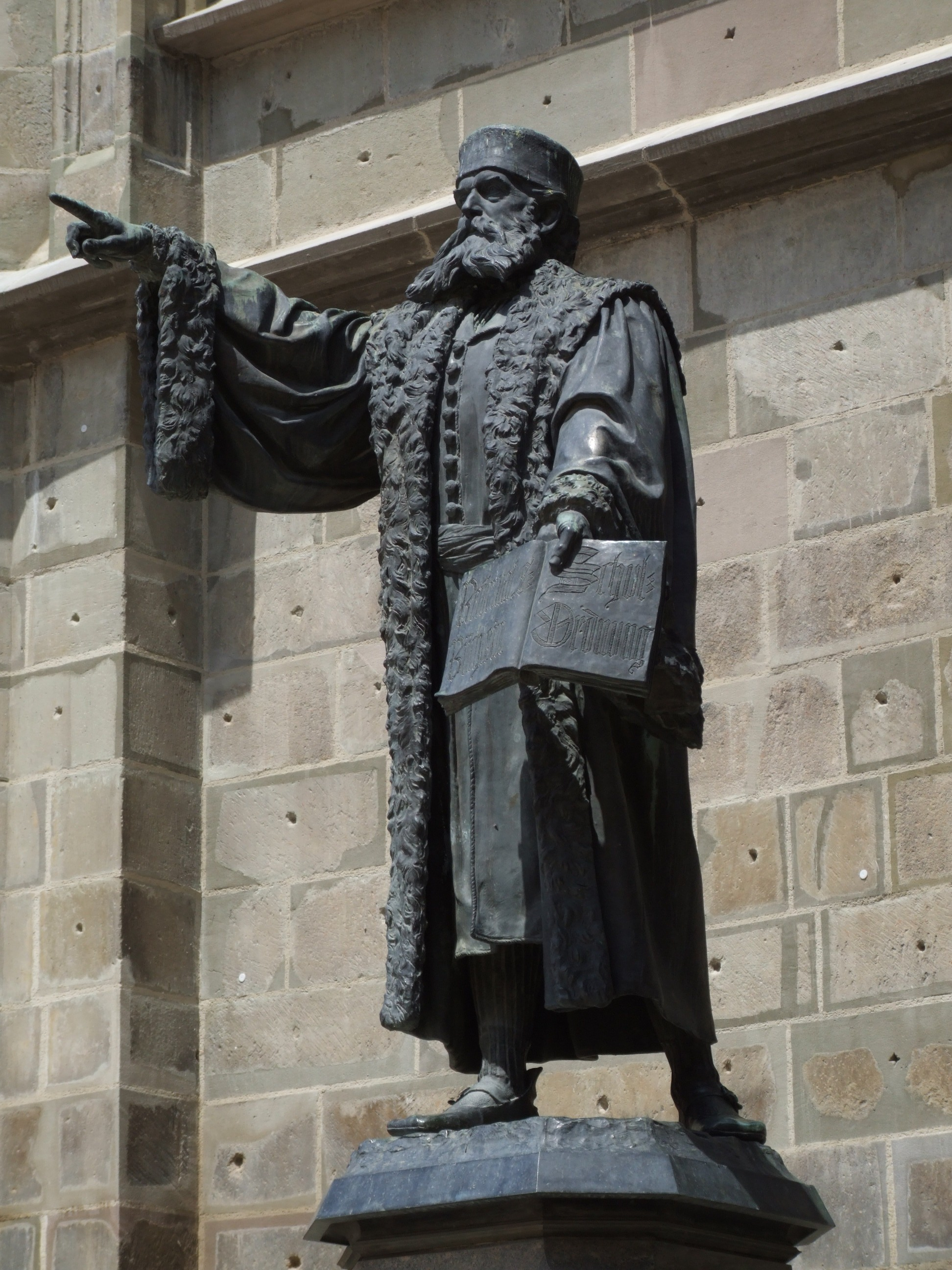
Johannes Honterus

## Otras lecturas
- Peter Bloch, Sibylle Einholz: Ethos y Pathos - Die Berliner Bildhauerschule 1786–1914 .  Berlín 1990 (catálogo de la exposición), Mann, Berlín, ISBN 3-7861-1598-2
- Peter Bloch, Waldemar Grzimek: Die Berliner Bildhauerschule im neunzehnten Jahrhundert .  - Das klassische Berlin, Berlín 1978 (Nueva edición, 1994) Propyläen-Verlag, Vienna, ISBN 3-549-06631-7
- Uta Lehnert: Der Kaiser und die Siegesallee - Réclame Royale .  Dietrich Reimer, Berlín 1998, ISBN 3-496-01189-0
- Bernhard Maaz: Nationalgalerie Berlin .  Das XIX.  Jahrhundert - Catálogo de la colección de escultura, Berlín 2006
- Eckart Schörle: Harro Magnussen (1861–1908) - Ein Bildhauer der Jahrhundertwende zwischen Anpassung und Eigensinn .  En: Nordelbingen (periódico), Vol.71. 2002.  Pgs.75–110